# Недостижни мост (филм)
Недостижни мост (енгл. A Bridge Too Far) је ратни филм из 1977. заснован на истоименој књизи Корнелијуса Рајана из 1974, коју је за потребе филма адаптирао Вилијам Голдман. Филм је режирао Ричард Атенборо.
Филм приказује причу о операцији Маркет Гарден и неуспеху Савезника да се пробију кроз немачке редове и заузму неколико мостова, укључујући главни циљ - мост на Доњој Рајни у окупираној Холандији током Другог светског рата.
Глумачку екипу која се појавила у филму чине: Дирк Богард, Џејмс Кан, Мајкл Кејн, Шон Конери, Едвард Фокс, Елиот Гулд, Џин Хекман, Ентони Хопкинс, Харди Кригер, Рајан О`Нил, Лоренс Оливије, Роберт Редфорд, Максимилијан Шел и Лив Улман. Музику за филм је компоновао Џон Едисон, који је био војник британског 30. корпуса током 
операције Маркет Гарден.

## Радња
У септембру 1944, после успешне инвазије на Нормандију, савезници припремају тајну операцију Маркет Гарден. Међутим, комбинација лошег избора борбене тактике, непознавање обавештајних података од стране савезничке команде, погрешних прорачуна у војној администрацији и техничкој подршци, лоше среће и неповољних временских прилика води 1. ваздушно-десантну дивизију Велике Британије под командом генерала Уркхарта, која је заузела „један мост, који је био предалеко (од главних снага савезника)„ до катастрофе. Као резултат операције, 4/5 људства дивизије је уништено и заробљено. Пољски падобранци генерала Сосабовског, журећи да јој помогну, углавном гину у ваздуху - нацисти су сазнали локацију зона слетања. У међувремену, ХХХ корпус генерал-потпуковника Хорокса успева да консолидује успех 101. и 82. ваздушно-десантне дивизије америчке војске, али не може на време да стигне до моста у Арнему.
Савезници нису успели да остваре стратешки циљ да заузму све мостове на путу ка Немачкој, пробију немачке линије и заузму неколико мостова на окупираним територијама, укључујући и један у Арнему, са главним циљем да заобиђу немачку одбрану и да окончају рат пре Божића 1944.

## Улоге
| Глумац           | Улога                                                     |
| ---------------- | --------------------------------------------------------- |
| Дирк Богард      | генерал Фредерик Браунинг, британска војска               |
| Џејмс Кан        | наредник Еди Доен, америчка војска                        |
| Мајкл Кејн       | потпуковник Џо Ванделур, британска војска                 |
| Шон Конери       | генерал Рој Уркхарт, британска војска                     |
| Едвард Фокс      | генерал Брајан Хорокс, британска војска                   |
| Елиот Гулд       | пуковник Боби Стаут, америчка војска                      |
| Џин Хекман       | генерал Станислав Сосабовски, Пољска ослободилачка војска |
| Ентони Хопкинс   | потпуковник Џон Фрост, британска војска                   |
| Рајан О'Нил      | генерал Џејмс Гејвин, америчка војска                     |
| Роберт Редфорд   | мајор Џулијан Кук, америчка војска                        |
| Денхолм Елиот    | метеоролошки официр РАФа                                  |
| Џереми Кемп      | брифинг официр РАФа                                       |
| Пол Максвел      | генерал мајор Максвел Тејлор, америчка војска             |
| Харди Кригер     | СС бригадефирер Лудвиг, немачка војска                    |
| Максимилијан Шел | СС обергрупенфирер Вилхелм Битрих, немачка војска         |
| Волфганг Прајс   | фелдмаршал Герд фон Рундштет, немачка војска              |
| Валтер Кохут     | фелдмаршал Валтер Модел, немачка војска                   |
| Хартмут Бекер    | немачки наредник                                          |
| Лоренс Оливије   | доктор Јан Спаандер                                       |
| Лив Улман        | Кате тер Хорст                                            |
| Алун Армстронг   | каплар Дејвис                                             |
| Бен Крос         | редов Бинс                                                |
| Ричард Атенборо  | лудак са наочарима                                        |